# Chile a 2011-es úszó-világbajnokságon
Chile a 2011-es úszó-világbajnokságon hat versenyzővel vett részt.

## Műugrás
Férfi
| Versenyző                   | Esemény                       | Selejtező | Selejtező | Elődöntő          | Elődöntő          | Döntő               | Döntő               |
| Versenyző                   | Esemény                       | Pont      | Helyezés  | Pont              | Helyezés          | Pont                | Helyezés            |
| --------------------------- | ----------------------------- | --------- | --------- | ----------------- | ----------------- | ------------------- | ------------------- |
| Donato Neglia               | Férfi 1 méteres műugrás       | 238.55    | 37        |                   |                   | Nem jutott tovább   | Nem jutott tovább   |
| Diego Carquin               | Férfi 1 méteres műugrás       | 250.85    | 36        |                   |                   | Nem jutott tovább   | Nem jutott tovább   |
| Diego Carquin               | Férfi 3 méteres műugrás       | 312.90    | 45        | Nem jutott tovább | Nem jutott tovább | Nem jutott tovább   | Nem jutott tovább   |
| Diego Carquin Donato Neglia | Férfi 3 méteres szinkronugrás | 276.90    | 19        |                   |                   | Nem jutottak tovább | Nem jutottak tovább |

## Hosszútávúszás
Férfi
| Versenyző       | Esemény                             | Döntő     | Döntő    |
| Versenyző       | Esemény                             | Idő       | Helyezés |
| --------------- | ----------------------------------- | --------- | -------- |
| Alvaro Trewhela | Férfi 5 kilométeres hosszútávúszás  | 1:00:17.1 | 34       |
| Alvaro Trewhela | Férfi 10 kilométeres hosszútávúszás | 2:03:20.4 | 46       |

## Úszás
Férfi
| Versenyző             | Esemény                     | Selejtező | Selejtező | Elődöntő          | Elődöntő          | Döntő             | Döntő             |
| Versenyző             | Esemény                     | Idő       | Helyezés  | Idő               | Helyezés          | Idő               | Helyezés          |
| --------------------- | --------------------------- | --------- | --------- | ----------------- | ----------------- | ----------------- | ----------------- |
| Oliver Elliot Banados | Férfi 50 méteres gyorsúszás | 24.01     | 47        | Nem jutott tovább | Nem jutott tovább | Nem jutott tovább | Nem jutott tovább |
| Oliver Elliot Banados | Férfi 50 méteres hátúszás   | 26.72     | 27        | Nem jutott tovább | Nem jutott tovább | Nem jutott tovább | Nem jutott tovább |
| Diego Santander       | Férfi 50 méteres mellúszás  | 29.85     | 37        | Nem jutott tovább | Nem jutott tovább | Nem jutott tovább | Nem jutott tovább |
| Diego Santander       | Férfi 100 méteres mellúszás | 1:05.72   | 65        | Nem jutott tovább | Nem jutott tovább | Nem jutott tovább | Nem jutott tovább |

Női
| Versenyző       | Esemény                     | Selejtező | Selejtező | Elődöntő | Elődöntő | Döntő             | Döntő             |
| Versenyző       | Esemény                     | Idő       | Helyezés  | Idő      | Helyezés | Idő               | Helyezés          |
| --------------- | --------------------------- | --------- | --------- | -------- | -------- | ----------------- | ----------------- |
| Kristel Kobrich | Női 800 méteres gyorsúszás  | 8:28.76   | 9         |          |          | Nem jutott tovább | Nem jutott tovább |
| Kristel Kobrich | Női 1500 méteres gyorsúszás | 16:03.50  | 4 Q       |          |          | 16:05.11          | 4                 |